# VI tysiąclecie p.n.e.
VII tysiąclecie p.n.e. VI tysiąclecie p.n.e. V tysiąclecie p.n.e.

## Wydarzenia
- około 6000 p.n.e.
  - rozprzestrzenienie rolnictwa w Europie Południowej
  - w Europie Środkowej zaczęto budować długie prostokątne chaty. Oprócz nich popularne były również ziemianki
  - początki udomowienia bydła na Bliskim Wschodzie
  - Rozwój Jerycha (ludność: przypuszczalne ok. 2000, powierzchnia: 30 ha)
  - początek osadnictwa na Krecie
  - najwcześniejsze wsie rolnicze w górach Beludżystanu
  - okres bawołu w sztuce saharyjskiej
  - w południowej Anatolii znajdowała się nietypowa osada – jej mieszkańcy w ogóle nie budowali ulic. Stawiali domy jeden przy drugim, a wejścia do nich umieszczali w płaskich dachach i po nich też chodzili
  - oprócz ludów rolniczych, Azję nadal zamieszkiwali nomadzi
  - początki kultury neolitycznej Cishan (Chiny)
- 1 września 5509 p.n.e. - początek ery bizantyńskiej
- 25 marca 5503 p.n.e. - początek ery Sekstusa Juliusza Afrykańskiego
- około 5500 p.n.e.
  - początek okresu ubajdzkiego w południowej Mezopotamii
  - początek kultury Halaf w Mezopotamii
  - osady rolnicze i irygacja w południowej Mezopotamii
  - uprawa bawełny na subkontynencie indyjskim
  - w mieście Chirokitia na Cyprze żyło około 1500 ludzi
- około 5400 p.n.e. – początek kultury ceramiki wstęgowej w Europie Środkowej
- około 5200 p.n.e. – początki cywilizacji na Malcie, gdy trafili tu z Sycylii pierwsi osadnicy

## Zmiany środowiska
- około 6000 p.n.e. – linia brzegowa Antarktydy zostaje ukształtowana
- około 5600 p.n.e. – zgodnie z teorią Potopu Morza Czarnego następuje utworzenie Morza Czarnego poprzez potop wodami Morza Śródziemnego

## Odkrycia i wynalazki
- około 6000 p.n.e.
  - pierwsze wyroby garncarskie w Europie
  - początki uprawy pszenicy i jęczmienia oraz hodowli owiec w Egipcie
  - najdawniejsze ślady rolnictwa na subkontynencie indyjskim
  - rozwój systemów nawadniania na podgórzu Zagros
  - rozwija się kultura Hassuna w Mezopotamii, której ludność wypalała w piecach ceramikę
  - uprawa prosa na Saharze
- około 5800 p.n.e. – początek uprawy prosa w północnych Chinach
- około 5500 p.n.e.
  - pierwsze ślady wytopu miedzi w Iranie
  - początki neolitu na Saharze, jej mieszkańcy udomowili zwierzęta, powstały narzędzia z kamienia gładzonego i naczynia ceramiczne

### Ludność Świata
- ludność świata 6000 p.n.e. 10 000 000